# Carrie Nation

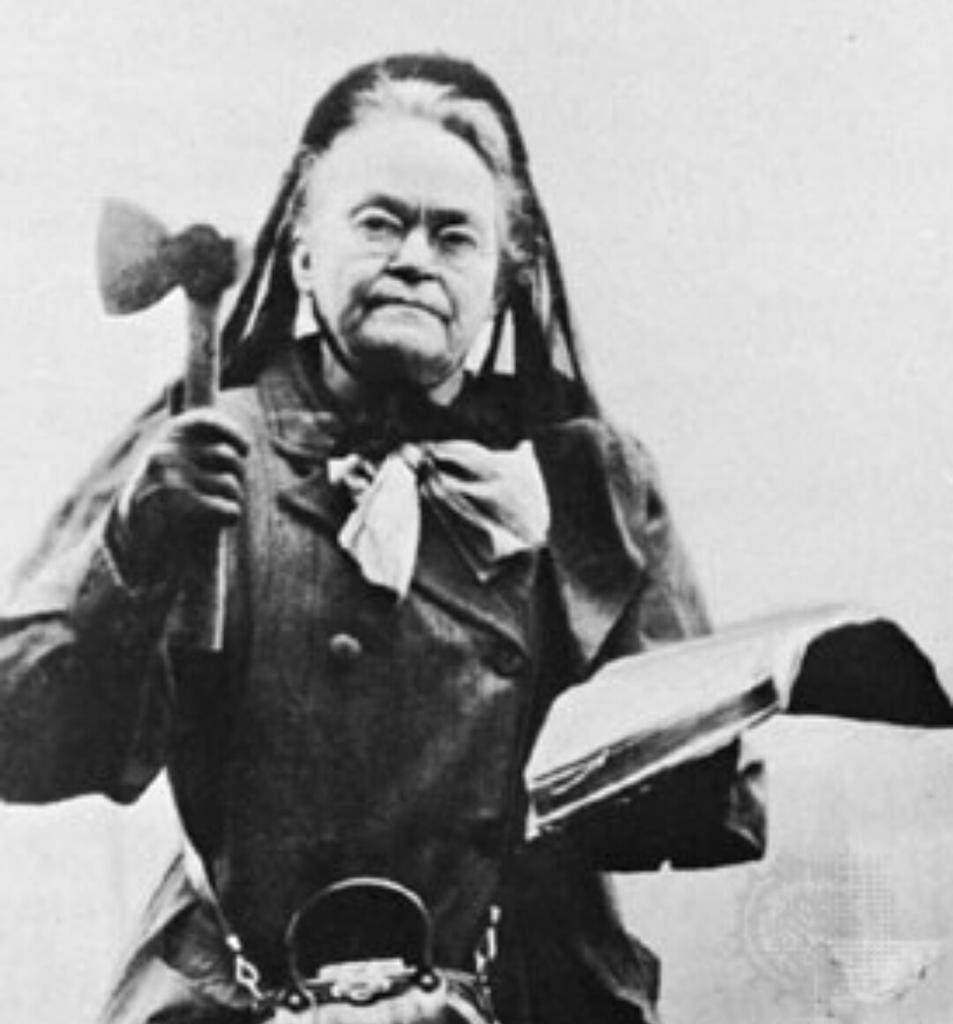
Carrie Nation mit Beil und Bibel

Carrie Amelia Nation, auch Carry A. Nation (* 25. November 1846 in Garrard County, Kentucky; † 9. Juni 1911 in Leavenworth, Kansas), war eine US-amerikanische Aktivistin. Sie war ein radikales Mitglied der Abstinenzbewegung, die sich vor dem Aufkommen der Prohibition gegen Alkohol aussprach. Nation war dafür bekannt, Betriebe, die Alkohol vertrieben, zumeist Saloons oder Bars, mit einem Beil anzugreifen.

## Leben

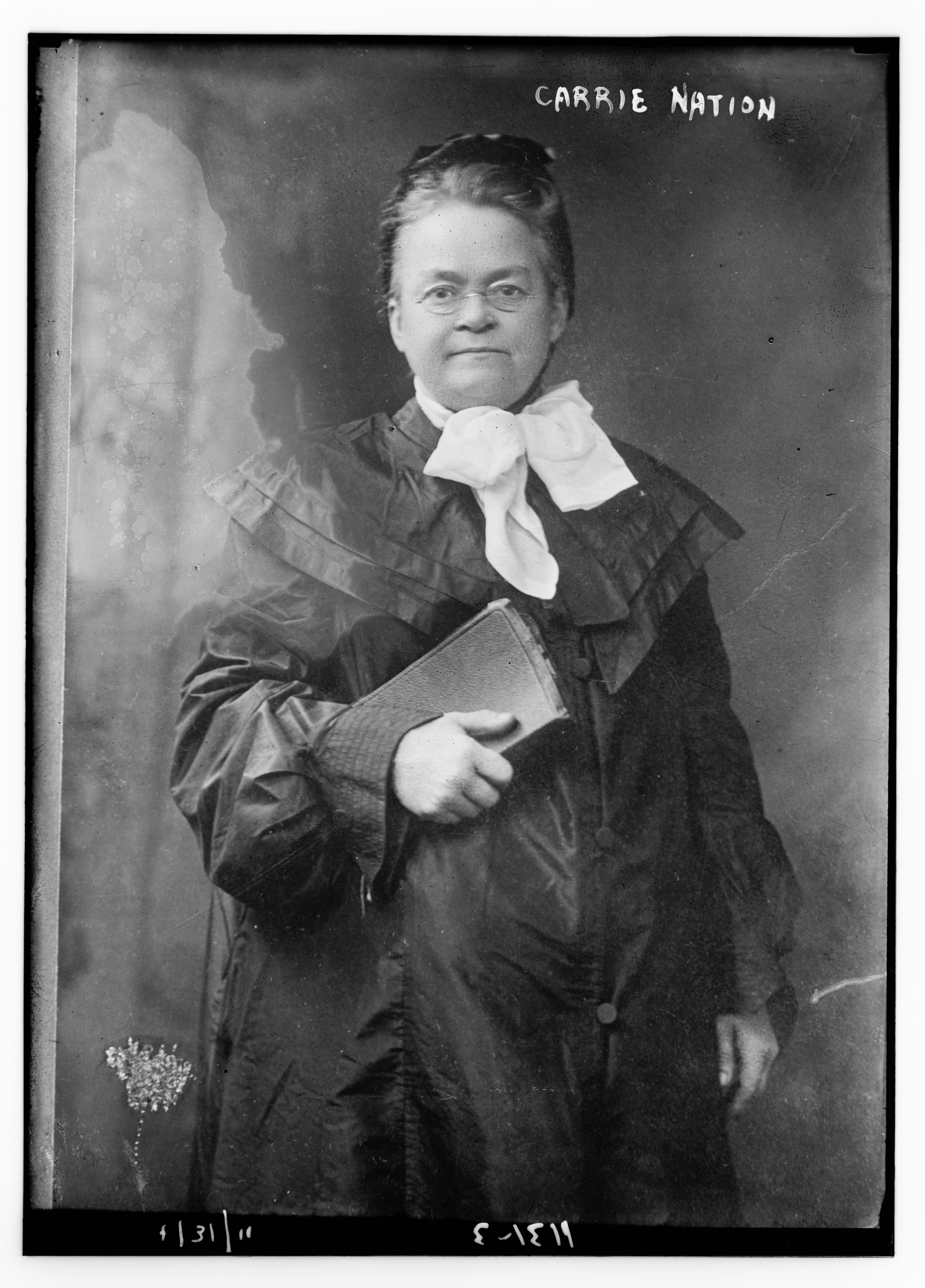
Carrie Nation

Nation wurde am 25. November 1846 als Carrie Amelia Moore in Kentucky geboren. Sie war die Tochter des Farmers George Moore und dessen Frau Mary Moore, geborene Campbell. Ihr Vater wollte, dass der Name als Carry geschrieben wurde, doch als Kind lehnte sie dies ab. Carrie Moore hatte mehrere Geschwister; auf der Farm befanden sich auch mehrere Sklaven. Sie zog mit ihrer Familie zunächst nach Cass County, Missouri, während des Amerikanischen Bürgerkriegs lebte die Familie in Kansas City. Dort half Carrie Moore, Verletzte zu pflegen.
Am 21. November 1867 heiratete Carrie Moore den Bürgerkriegsarzt Charles Gloyd. Vor ihrer Hochzeit erkannte Carrie Moore nicht, dass ihr Mann, den sie sehr liebte, ein schweres Alkoholproblem hatte. Nachdem ihr während ihrer Schwangerschaft mit ihrem einzigen Kind klar geworden war, dass ihr Mann sie aufgrund seines exzessiven Alkoholkonsums nicht würde unterstützen können, trennte sie sich vor der Geburt der gemeinsamen Tochter Charlien, die sie nach ihrem Mann benannte, von ihm und kehrte auf die Farm ihrer Eltern zurück. Gloyd starb ein Jahr später an den Folgen von Alkoholismus. Carrie Gloyd verkaufte Land, das sie von ihrem Vater geschenkt bekommen hatte, sowie den Besitz ihres Mannes, seine Bücher und medizinisches Gerät und baute von dem Geld ein Haus in Holden, Missouri. Dort lebte sie mit ihrem Kind und ihrer Schwiegermutter. Von Mai 1871 bis Juli 1872 besuchte sie die Schule, um am Normal Institute in Warrensburg, Missouri, ein Lehrdiplom zu erwerben. Sie unterrichtete vier Jahre lang in Holden.
Am 27. Dezember 1874 heiratete sie David Nation, einen Witwer mit zwei Kindern, der neun Jahre älter war als sie und als Journalist für die Warrensburg Newspaper arbeitete. Zudem war er Anwalt und Prediger. Für einige Jahre lebten sie in Warrensburg. Im Jahr 1877 zogen sie nach Texas. Dort wollten sie eine Baumwollplantage führen, jedoch schlug das Vorhaben fehl. Ihr Mann arbeitete weiter als Anwalt und Carrie Nation führte ein Hotel in Columbia und später in Richmond. Carrie Nation war tief religiös.
Im Jahr 1889 zogen sie nach Medicine Lodge, Kansas. Dort wurde David Nation Prediger der dortigen Gemeinde und Carrie Nation engagierte sich für religiöse Themen und widmete sich der Wohltätigkeit. Sie versuchte, anderen Menschen zu helfen, besonders Frauen und Kindern, und war für ihre Großzügigkeit bekannt. Auch setzte sie sich für Häftlinge ein. Sie gelangte zu der Überzeugung, dass deren Probleme hauptsächlich durch den Alkohol verursacht worden waren. In illegalen Saloons wurde in Kansas weiterhin Alkohol verkauft. Sie stellte sich mit anderen vor diese Bars und sang und betete. Recht schnell wurden diese dann in Medicine Lodge geschlossen. Sie organisierte die lokale Zweigstelle der Woman’s Christian Temperance Union (WCTU) und setzte sich für die Einhaltung der staatlichen Alkoholgesetze ein. Nation war Befürworterin des Frauenwahlrechts und der Frauenrechte.
Gemeinsam mit gleichgesinnten Frauen, die sich „Home Defenders“ nannten, führte sie im Dezember 1894 eine Razzia in der örtlichen „Apotheke“ durch. Sie entdeckten ein Fass mit Whisky, rollten es vor die Tür, zerschlugen es und zündeten den Inhalt an. Weitere Bars griffen sie 1900 mit Schlagstöcken bewaffnet an. Die kunstvolle Bar im heute unter Denkmalschutz stehenden Hotel Carey House in Wichita zerstörten sie am 27. Dezember 1900. Dabei benutzte Nation zum ersten Mal ein Beil. Nachdem sie eine Bar in Enterprise zerstört hatten, zogen sie in die Hauptstadt von Kansas, nach Topeka.
Topeka erreichte sie am 26. Januar 1901. Die Stadt bot ihr eine geeignete Bühne. Die Legislative von Kansas hatte zum Zeitpunkt ihres Eintreffens Sitzungen und in der Stadt wurden mehrere Saloons illegal betrieben. Darunter auch der „Senatssaloon“, der häufig von Abgeordneten aufgesucht wurde. Auch die „Kansas State Temperance Union“ war zu ihrer jährlichen Versammlung dort und sicherte ihr Unterstützung in der Sache, nicht jedoch bei ihren Methoden zu. Schwarz gekleidet mit dem Symbol der Abstinenzbewegung, einer weißen Schleife am Hals, wurde sie am Bahnhof von einer Menschenmenge erwartet. Die Menschen waren neugierig zu sehen, wie sie eine Bar zerschmetterte. Sie wurde von ihnen zu mehreren Saloons geführt, dort forderte sie die Besitzer auf, ihre Läden zu schließen. Eine Frau eines Saloonbesitzers griff sie mit einem Besen an und schlug ihr die Haube vom Kopf. Als sie sich bückte, um sie aufzuheben, schlug ihr die Frau mit dem Besen auf den Hintern.

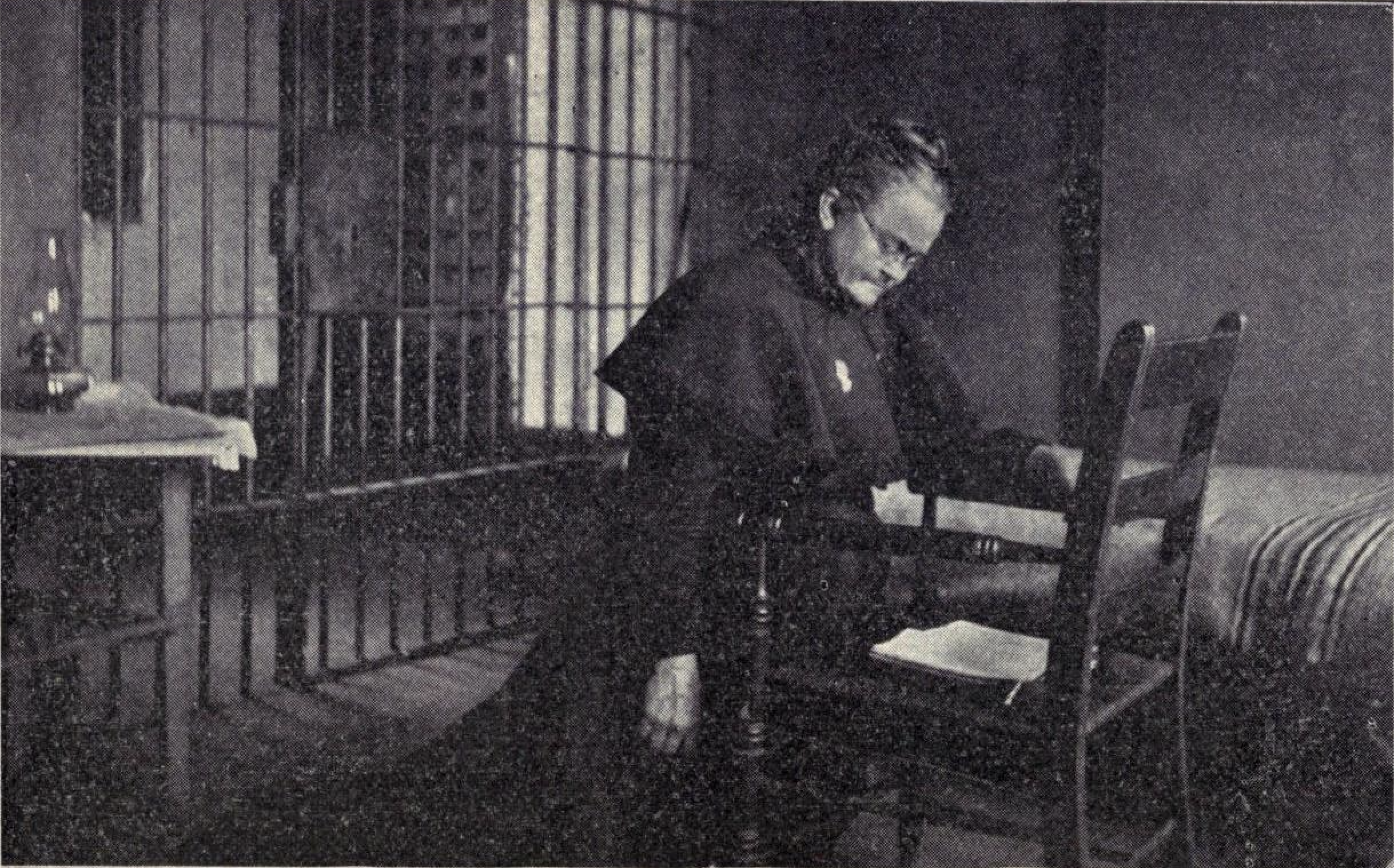
Carrie Nation im Gefängnis (1901)

Carrie Nation traf den Gouverneur William E. Stanley und setzte sich bei ihm für die Durchsetzung der Gesetze des Staates ein. Stanley wollte ihr das so nicht zusichern und verwies sie an den Generalstaatsanwalt. Nation akzeptierte das nicht, zeigte ihm ihr blaues Auge, welches sie sich bei der Zerstörung der Bar in Enterprise zugezogen hatte und gab ihm daran die Schuld. Er hingegen forderte sie zur Mäßigung auf und verwies sie auf den Platz, den sie als Frau seiner Meinung nach in der Gesellschaft einzunehmen hätte. Mit einer großen Gruppe von Anhängern marschierte Nation am 31. Januar 1901 zur Kansas Avenue, um mit den Eigentümern der dortigen Saloons zu sprechen. Diese wurden vorher gewarnt und verbarrikadierten ihre Läden. Nation sprach ruhig zu ihnen und drängte sie, ihre Saloons zu schließen. Sie zeigte außerdem ihre Entschlossenheit, diesen Zustand dauerhaft zu erreichen. Sie führte den Barbesitzern vor Augen, welchen Schaden Alkoholismus in Familien anrichtet. Ihr Aufenthalt in Topeka zog Kritik der Medien auf sie und sie wurde von Reportern verspottet und mit negativen Kommentaren überzogen. Nachdem sich auch eine Woche später nichts in Topeka verändert hatte, fing Carrie Nation mit ihren „Home Defenders“ an, den ersten Saloon in Topeka, den „Senatssaloon“, zu zerschlagen. Schnell folgten weitere und Nation wurde verhaftet. Bis sie das Beil aus der Hand legte und ihre Arbeit über die Druckerpresse und über die Medien fortsetzte, wurde sie mehr als 30 Mal verhaftet. Ihr Mann David Nation reichte daher die Scheidung wegen Verlassenheit ein.

## Herausgeberschaft und Vortragsreisen
Nation wurde Herausgeberin der Smasher’s Mail. Sie lud zu Diskussionen über die Frage der Prohibition ein. Sie brach die Frage zur Prohibition auf zwei schlichte Vergleiche herunter und stellte „die Kinder Gottes“ gegen „die Kinder des Teufels“. Sie druckte als Herausgeberin Zuschriften von Befürwortern und Gegnern gleichermaßen ab. Die Zeitung wurde bereits am Ende des Jahres wieder eingestellt, und Nation nutzte ihren Ruhm auf Vortragsreisen, die sie bis Großbritannien führten.
Ihren Namen änderte Carrie Nation im Jahr 1903 offiziell in Carry. Als Wortspiel stand er danach für Carry A Nation for Prohibition. Durch die Veröffentlichung ihrer Autobiografie konnte sie genug Geld verdienen, um in Kansas City ein Haus zu kaufen. Dort bot sie auch Ehefrauen und Müttern von Alkoholkranken Hilfe an.
Durch ihre Aktionen hatte sie sich auch international einen Ruf aufgebaut und war zunehmend als Vortragsreisende tätig. Sie verkaufte Fotografien, Anstecknadeln und „Home Defender“-Buttons, um ihre Arbeit zu finanzieren.

## Letzte Jahre
Zum Ende ihres Lebens zog sie nach Eureka Springs, Arkansas. Ihr Haus diente als Internat und als Schule, die sie „National College“ nannte. Es war jedoch kein College. Dieses Haus behielt sie bis zu ihrem Tod, auch wenn sie weiterhin auf Vortragsreisen ging. Ihre Tochter heiratete einen Mann, der in Texas mehrere Saloons betrieb. Sie halfen Carrie Nation oft aus, wenn sie in finanzieller Not war.
Carrie Nation starb am 9. Juni 1911 in Leavenworth, ein Jahr bevor Frauen in Kansas das Wahlrecht erhielten. Bestattet wurde sie neben ihrer Mutter in Belton, Missouri, in einem zunächst unmarkierten Grab. Die WCTU errichtete später einen großen Grabstein mit ihrem Namen und der Inschrift: „Faithful to the Cause, She Hath Done What She Could“. In den Vereinigten Staaten wurde 1919 die Prohibition eingeführt, jedoch bereits 1933 wieder aufgehoben. In den 1950er Jahren kaufte die WCTU das Haus, das Nation in Medicine Lodge besessen hatte. Es wurde 1976 zum National Historic Landmark erklärt.

„Sie hatte einigen Grund zu ihrem Kreuzzuge gegen die Schnapspest. Ihre Mutter war in einem Irrenheim gestorben und ihr erster Mann, ein Dr. Gloyd, war dem Alkohol ebenfalls mehr ergeben als dem häuslichen Glücke zuträglich war. Nach seinem frühen Tode widmete sie sich der aufklärenden Arbeit über die Uebel des gebrannten Wassers und sie fand Verständnis und Unterstützung bei Herrn David Nation, einem Temperenzapostel, den sie schließlich heiratete. Leider wollte sich die Welt nicht so rasch bessern als sie es gern gesehen hätte, und so ging sie vom Wort zur Tat über, verlor aber dabei den Mann, der sein Rechtsanwaltsbewußtsein nicht in Einklang zu halten vermochte mit dem rechtswidrigen Gebaren seiner Frau. Ihren Rachezug gegen die Saloons begann sie am 6. Juni 1900 mit einem halben Dutzend Backsteinen und vier dicken Glaspullen. […] Später ging sie zum Beil über. […] Selbst in London gab sie 1908 eine Gastvorstellung und sie erhielt dabei in Newcastle on Tyne Gelegenheit, Vergleiche zwischen englischer und amerikanischer Gefängniskost anzustellen; in Amerika war sie nicht weniger als 22 Mal in Haft genommen worden. 1903 sprach sie sogar im Weißen Hause beim Präsidenten Roosevelt vor, wurde aber von zwei Polizisten hinausgeleitet.“

## Ehrungen
Zwei ihrer Wohnhäuser wurden unter Denkmalschutz gestellt und ins National Register of Historic Places eingetragen:
- Carry A. Nation House (Medicine Lodge, Kansas), NRHP-ID 71000303
- Carry A. Nation House (Lancaster, Kentucky), NRHP-ID 77000620

Judy Chicago widmete ihr eine Inschrift auf den dreieckigen Bodenfliesen des Heritage Floor ihrer Installation The Dinner Party. Die mit dem Namen Carrie Nation beschrifteten Porzellanfliesen sind dem Platz mit dem Gedeck für Susan B. Anthony zugeordnet.